# Hydrobiosella armata
Hydrobiosella armata là một loài Trichoptera trong họ Philopotamidae. Chúng phân bố ở miền Australasia.